# Christuskerk (Hannover)
De Christuskerk (Duits: Christuskirche) in Hannover bevindt zich in het stadsdeel Nordstadt. Hannovers op een na grootste kerkgebouw werd in de jaren 1859–1864 door Conrad Wilhelm Hase als residentiekerk van koning George gebouwd. Het neogotische gebouw was de eerste nieuwbouwkerk van Hannover na 1747 en betrof een voorbeeld voor de protestantse kerkenbouw volgens het uit 1861 daterende Eisenacher Regulativ, waarin de normen ten aanzien van het ideale protestantse kerkgebouw waren vastgelegd.

## Beschrijving
Het meest opvallende kenmerk aan de kerk is de in het relatief kleine kerkschip geplaatste toren met een tot meer dan 70 meter hoge stenen afsluiting. Een ander in het oog springend kenmerk is de polygonale kapellenkrans van het koor en de filigrane vormgeving van het dak met de talrijke pinakels, waterspuwers en decoratieve gevels van Deister-zandsteen. De indrukwekkende westelijke gevel toont duidelijke invloeden van de Freiburgse en Straatsburgse munster. Tussen de ver naar voren springende steunberen ligt het hoofdportaal met wimperg en roosvenster.
De binnen- en buitenkant van de noordelijke zijde van de kerk verbeelden het Oude Testament. De beelden links van de ingang stellen het begin en einde van het oude verbond van God met zijn volk, Abraham en David, voor. Loopt men vervolgens links om de kerk, dan ziet men boven het noordelijke portaal een voorstelling van de verdrijving uit het Paradijs. De beelden van Mozes en Elia en de florale decoratie van het steenreliëf verwijzen naar de verlossing van Christus. Het zuidelijke deel van de kerk vertegenwoordigt het Nieuwe Testament. De beelden rechts van de ingang zijn de dragers van het Nieuwe Verbond, de apostelen Paulus en Petrus. Boven het zuidelijke portaal van het zijschip wordt de aanbidding van de Nieuwgeborene door de drie koningen verbeeld. De beelden links en rechts zijn de engel Gabriël en de maagd Maria.
Aan de zuidoostelijke zijde van het koor vindt men drie opmerkelijke waterspuwers van een beer, een haas en een varken, een verwijzing naar de achternamen van de architect en zijn medewerkers.

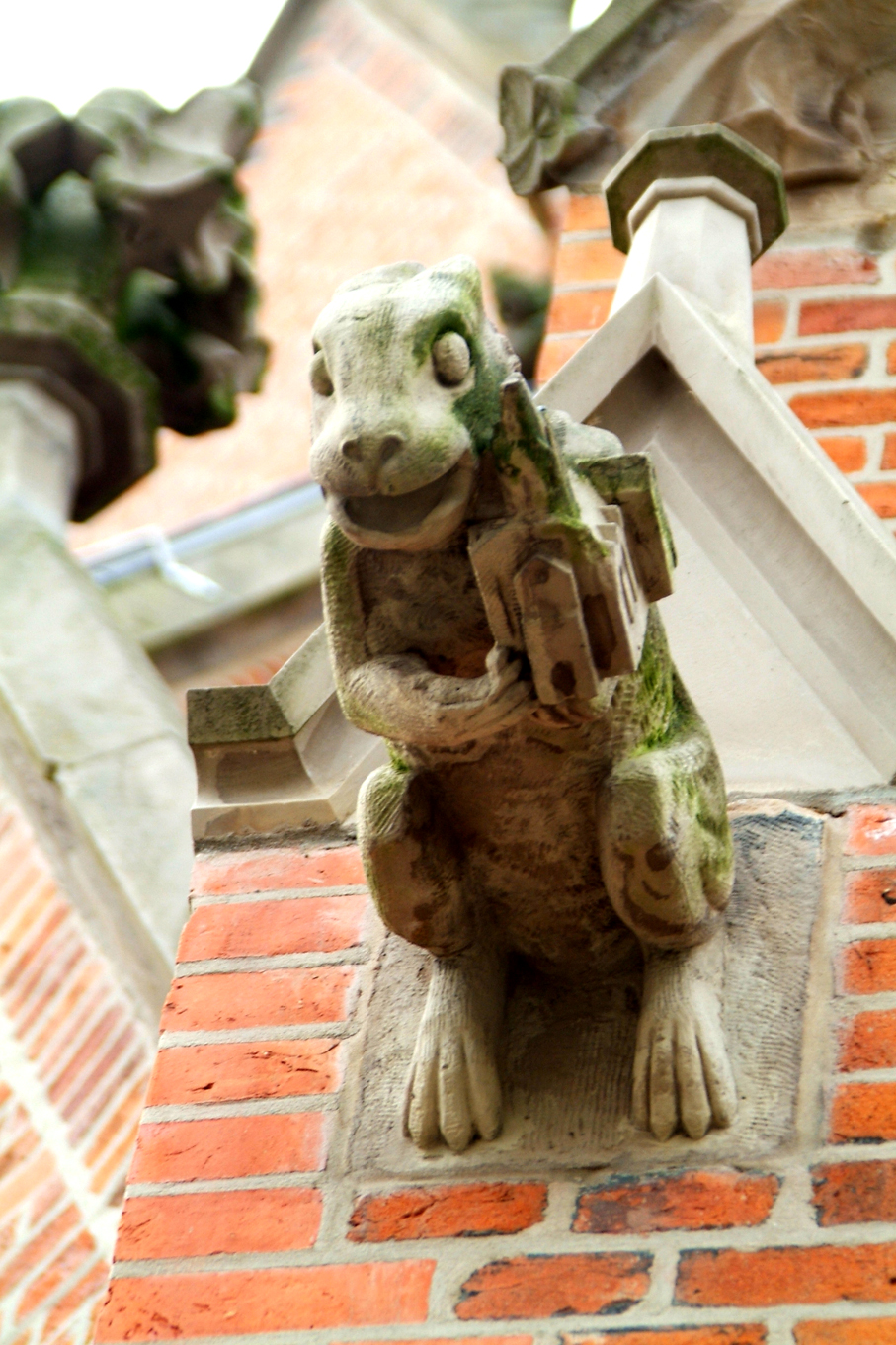
Waterspuwer van een haas
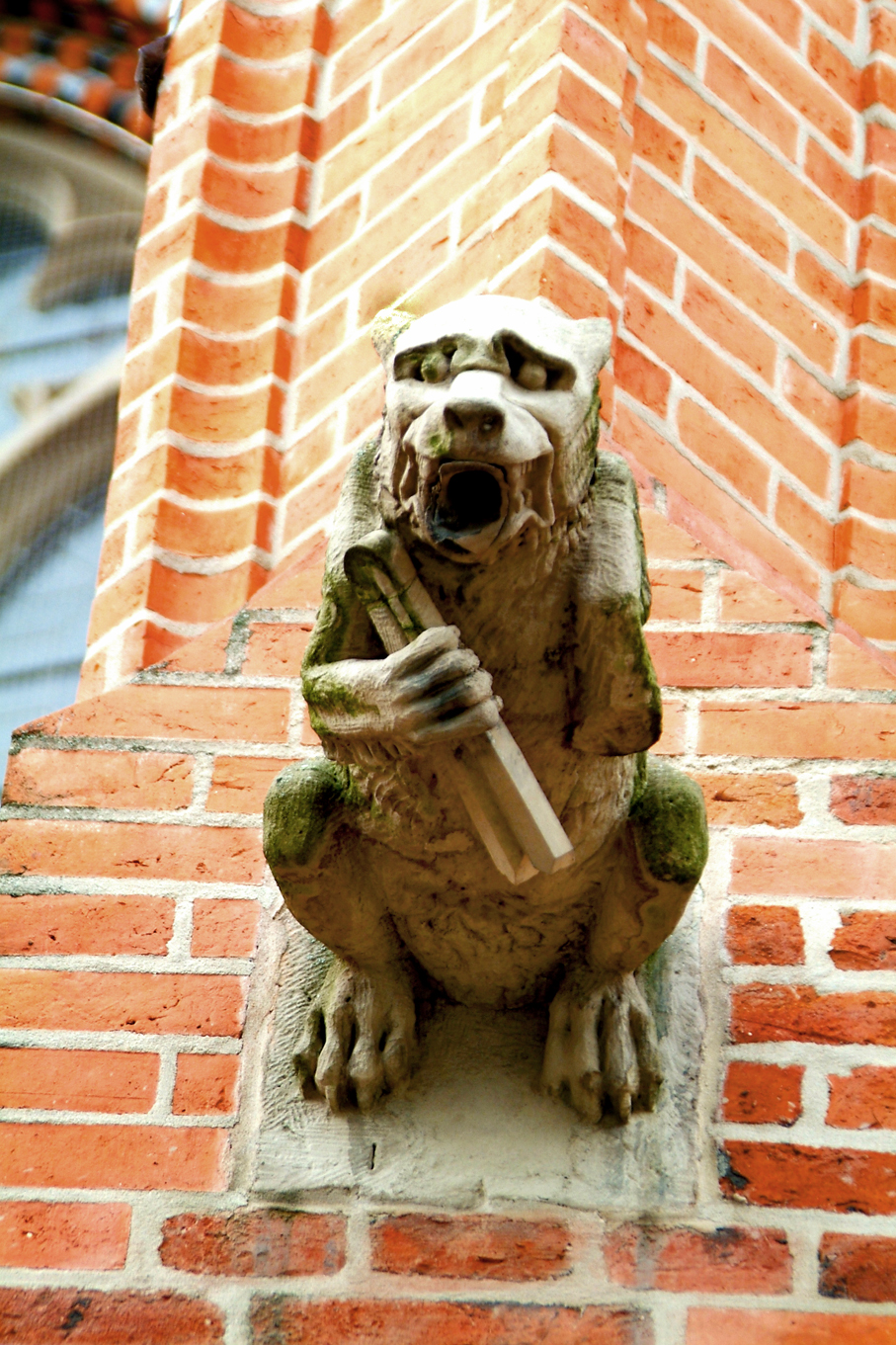
Waterspuwer van een beer
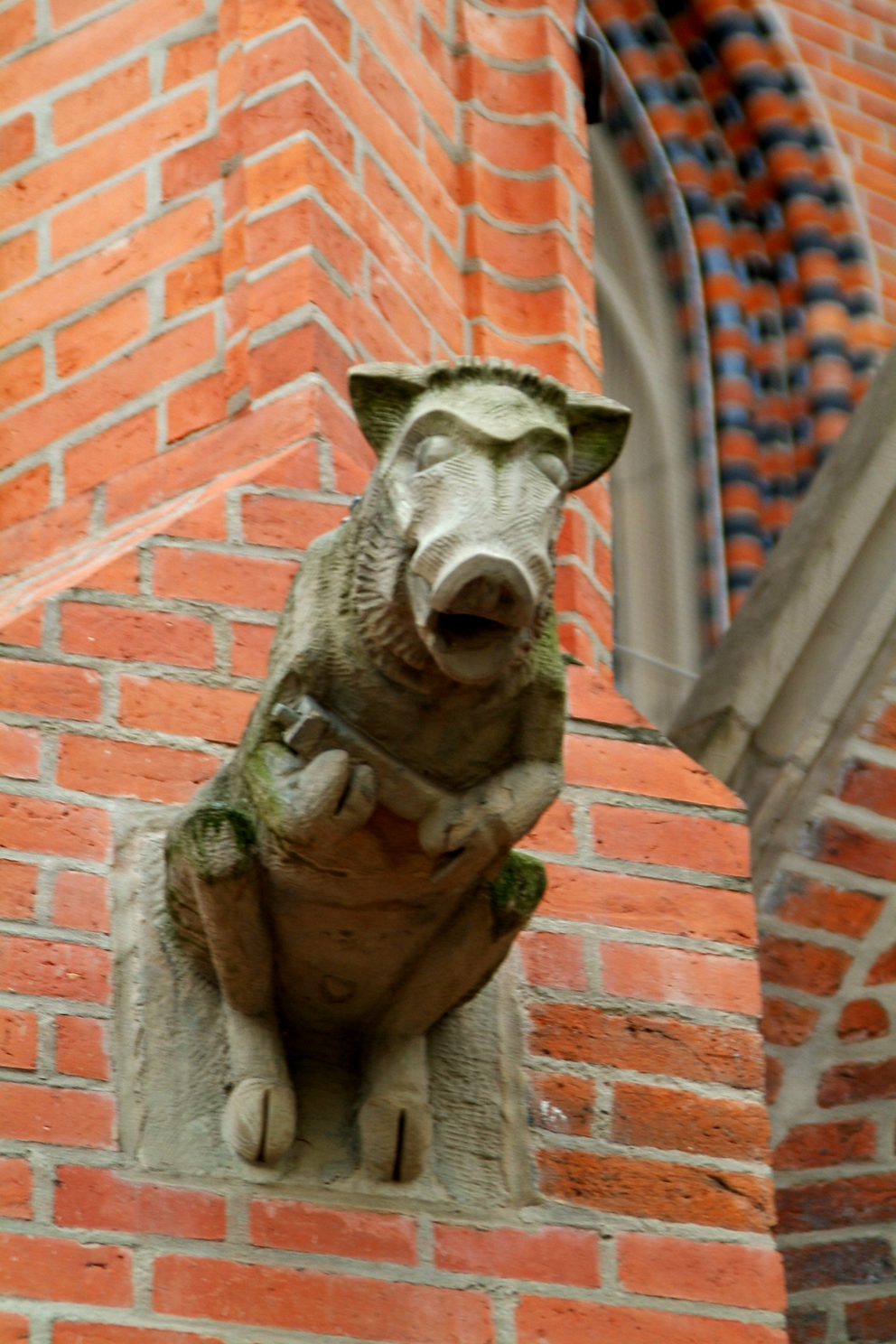
Waterspuwer van een varken

## De bouw
Bij de bouw speelde de datum 21 september (de verjaardag van de toenmalige troonopvolger Ernst August een belangrijke rol. De eerstesteenlegging in 1859, het bereiken van de hoogste top en de inwijding in 1864 vonden steeds op deze datum plaats. Ook nu nog wordt in de voorlaatste week in september het jaarlijkse bouwjubileum van de kerk gevierd, meestal in combinatie met de open monumentendag.
Omdat de Christuskerk met destijds ongeveer 30.000 leden te klein werd, richtte men op 1 mei 1884 de gemeente van de Apostelkerk als dochterkerk op.

## Verwoesting en herbouw
Tijdens de luchtaanvallen op Hannover in de Tweede Wereldoorlog werd de in 1934 gerenoveerde kerk meerdere malen zwaar getroffen. Het interieur met het houten kerkgestoelte brandde op 25 maart 1943 volledig uit. Ook het orgel, de orgelgalerij en de klokkenstoel brandden uit. De meer dan 6 ton zware klokken overleefden vrijwel onbeschadigd de val van een hoogte van meer dan 20 meter.
Wegens de moeilijke economische omstandigheden werd pas in 1951 met de herbouw begonnen. De noodzakelijke middelen werden door giften van gemeenteleden, middelen van de landskerk en bijdragen uit een opgerichte vereniging opgebracht. Op kerstavond 1953 kon voor het eerst weer een eredienst plaatsvinden. De renovatiewerkzaamheden werden afgesloten met de inbouw van een nieuw orgel door de orgelbouwer Hillebrand. Het sleeplade-instrument heeft 55 registers verdeeld over vier manualen en pedaal. De tracturen zijn mechanisch.